# Sant Esteve d'en Bas
Sant Esteve d'en Bas és el poble capital de la Vall d'en Bas, a la Garrotxa. En destaca l'església del segle xii. Els seus habitants s'anomenen lletissons, i celebren la seva festa major el tercer diumenge de setembre, amb el ball del burro savi o de sant Isidre, i el ball dels gegants.

## Història
S'esmenta per primer cop l'any 904 amb el nom de Sant Esteve de Saüll. Fou un dels nuclis importants del vescomtat de Bas i durant els segles xii i xiii va ser el centre d'una batllia. Va ser un municipi independent, amb el nom de Bas, fins a l'any 1968, quan va passar a configurar el nou municipi de la Vall d'en Bas juntament amb els antics municipis de Joanetes, la Pinya i Sant Privat d'en Bas.
L'antic terme municipal de Bas, de 22,8 km², ocupava l'extrem meridional i bona part de la plana d'en Bas, i contenia Castelló d'en Bas (l'antic castell dels vescomtes), l'església de Sant Miquel de Castelló, el poble dels Hostalets d'en Bas, el veïnat de Vilallonga, l'església de Sant Quintí d'en Bas, el despoblat de Murrià i masies importants com Desprat, Vilamala, la Dou i la Cau.

## Educació
Llar d'Infants (0-3 anys)
- Llar d'infants Municipal de Sant Esteve d'En Bas

Llar d'Infants (3-6 anys)
- Parvulari de Sant Esteve d'en Bas

## Fills i filles il·lustres
- Josep Esquena i Mas (1850-1900): industrial i propietari.